# رحيم حاتم دو (مقاطعة دورة)
رحيم حاتم دو (بالفارسية: رحیم حاتم دو) هي قرية تقع في قسم دورة الريفي (مقاطعة دورة) في إيران. يقدر عدد سكانها بـ 20 نسمة بحسب إحصاء 2016.